# Wallace Stegner
Wallace Earle Stegner (* 18. Februar 1909 in Lake Mills, Iowa; † 13. April 1993 in Santa Fe, New Mexico) war ein US-amerikanischer Historiker, Schriftsteller und Umweltaktivist.

## Biographie
Wallace Stegner wurde in ärmlichen Verhältnissen geboren und wuchs in Great Falls, Montana, Salt Lake City, Utah, und im südlichen Saskatchewan in unglücklichen Umständen auf. Über sich selbst sagte Stegner, er „lebte an zwanzig Orten in acht Bundesstaaten und in Kanada“. Während er in Utah lebte, schloss er sich, obwohl selbst aus einer lutheranischen Familie, einer Pfadfindergruppe der Mormonen-Kirche an und gewann die höchste Auszeichnung der Boy Scouts of America. Er studierte an der University of Utah und der University of Iowa und errang 1930 einen Bachelor-Abschluss. 1935 promovierte er an der University of Iowa in Anglistik mit einer Dissertation über den Literaten und Geologen Clarence Edward Dutton. Seine Mutter starb an Krebs, als Wallace Doktorand war; kurz danach beging sein Vater Selbstmord.
Danach lehrte er an den Universitäten von Utah und Wisconsin, Harvard und seit 1945 an der Stanford University. In Stanford rief er 1946 den Studiengang für kreatives Schreiben ins Leben, dem er bis zu seiner Emeritierung 1971 vorstand. Zu seinen Schülern gehörten Sandra Day O’Connor, Edward Abbey, Wendell Berry, Simin Dāneschwar, George V. Higgins, Thomas McGuane, Robert Stone, Ken Kesey, Gordon Lish, Ernest Gaines und Larry McMurtry. Stegner arbeitete als Berater des US-Innenministers Stewart Udall unter der Kennedy-Regierung und war seit 1954 im Sierra Club aktiv; von 1964 bis 1966 war er im Vorstand dieser ältesten und größten Naturschutzorganisation der USA. Schließlich zog er in die Nähe von Los Altos Hills, Kalifornien.
Wallace Stegner war 59 Jahre mit Mary Stuart Page verheiratet. Er starb am 13. April 1993 in Santa Fe, New Mexico an den Folgen eines Autounfalls.

## Werk
Für seinen Roman Angle of Repose erhielt Wallace Stegner 1972 den Pulitzer-Preis; 1977 folgte der National Book Award für The Spectator Bird. 1992 lehnte er die National Medal of Arts der US-amerikanischen Akademie National Endowment for the Arts (NEA) ab, da die NEA seiner Meinung nach zu politisch geworden war. Zu seinen Sachbüchern gehört Beyond the Hundredth Meridian (1954), eine Biographie über John Wesley Powell, den Leiter der Expedition zur Erforschung des Colorado River und damit auch des Grand Canyon. Er schrieb eine definitive Studie über den Mormon Trail, den herausfordernden Weg der Mormonenpioniere gen Westen in der Mitte des 19. Jahrhunderts, als sie ein Land suchten, um ihre Religion uneingeschränkt ausüben zu können. Stegner war selber nicht Mormone, hatte aber enge persönliche Beziehungen zu Anhängern dieser Religion.
Einige seiner Werke spielen in und um Greensboro, Vermont, wo er zeitweise lebte. Wegen der schonungslosen Darstellung einiger Charaktere (besonders in Second Growth) fühlten sich manche Bewohner persönlich angegriffen, woraufhin Stegner Greensboro mehrere Jahre nicht mehr besuchte.
Obwohl bereits ab 1949 die ersten deutschen Übersetzungen der Werke Stegners erschienen, blieb er im deutschsprachigen Raum weitgehend unbekannt. Beachtet wurde 2008 die deutsche Erstausgabe von Stegners letztem Roman Zeit der Geborgenheit (englisch: Crossing to Safety).

## Bibliographie

### Romane
- Remembering Laughter (1937) – dt.: Das Lachen eines Sommers (Gütersloh: Bertelsmann, 1951)
- The Potter's House (1938)
- On a Darkling Plain (1940) – dt.: Keiner bleibt allein (Gütersloh: Bertelsmann, 1949)
- Fire and Ice (1941)
- The Big Rock Candy Mountain (autobiografisch) (1943) – dt.: Der Berg meiner Träume (Gütersloh: Bertelsmann, 1952)
- Second Growth (1947)
- The Preacher And the Slave aka Joe Hill: A Biographical Novel (1950)
- A Shooting Star (1961) – dt.: Jeder Stern auf seiner Bahn (Bern: Scherz, 1962)
- All the Little Live Things (1967) – dt.: Tage wie Honig (Bern: Scherz, 1970); Neuübersetzung von Chris Hirte u.d.T. Vor der Stille der Sturm (München: dtv, 2011)
- Angle of Repose (1971) – Pulitzer-Preis
- The Spectator Bird (1976) – National Book Award – dt.: Die Nacht des Kiebitz (München: dtv, 2009)
- Recapitulation (1979)
- Crossing to Safety (1987) – dt.: Zeit der Geborgenheit dtv, München 2008, ISBN 978-3-423-24661-3

### Sammelbände
- The Women on the Wall (1950)
- The City of the Living: And Other Stories (1957)
- Writer's Art: A Collection of Short Stories (1972)
- Collected Stories of Wallace Stegner (1990)
- Late Harvest: Rural American Writing (1996) (mit Bobbie Ann Mason)

### Sachbücher
- Mormon Country (1942)
- One Nation (1945)
- Beyond the Hundredth Meridian: John Wesley Powell and the Second Opening of the West (1954)
- Wolf Willow: A History, a Story, and a Memory of the Last Plains Frontier (autobiografisch) (1955)
- The Gathering of Zion: The Story of the Mormon Trail (1964)
- Teaching the Short Story (1966)
- The Sound of Mountain Water (1969)
- Discovery! The Search for Arabian Oil, Export Book, Beirut 1971; Neuauflage: 2007, Selwa Press, ISBN 978-0-9701157-4-4
- Writer in America (1982)
- Conversations With Wallace Stegner on Western History and Literature (1983)
- This Is Dinosaur: Echo Park Country And Its Magic Rivers (1985)
- American Places (1985)
- On the Teaching of Creative Writing (1988)
- The Uneasy Chair: A Biography of Bernard De Voto (1989)
- Where the Bluebird Sings to the Lemonade Springs, ‘Living and Writing in the West’ (autobiografisch) (1992)

## Auszeichnungen
- 1937 Little, Brown Prize für Remembering Laughter
- 1965 Mitglied der American Academy of Arts and Sciences
- 1967 Commonwealth Gold Medal für All the Little Live Things
- 1969 Mitglied der American Academy of Arts and Letters[11]
- 1972 Pulitzer Prize for Fiction für Angle of Repose
- 1977 National Book Award für The Spectator Bird
- 1980 Los Angeles Times Kirsch Award für Lebenswerk
- 1990 P.E.N. Center USA West Award für Gesamtwerk
- 1991 California Arts Council Award für sein Gesamtwerk
- 1992 National Endowment for the Arts (nicht angenommen)

Außerdem: Dreimal mit dem O. Henry Award ausgezeichnet, zweimaliger Guggenheim-Stipendiat, Senior Fellow des National Institute of Humanities, Mitglied des National Institute and Academy of Arts and Letters, Mitglied der National Academy of Arts and Sciences.

## Bücher über Wallace Stegner
- 1982 Critical Essays on Wallace Stegner, edited by Anthony Arthur, G. K. Hall & Co.
- 1983 Conversations with Wallace Stegner on Western History and Literature, Wallace Stegner and Richard Etulain, University of Utah Press, Salt Lake City
- 1984 Wallace Stegner: His Life and Work, by Jackson J. Benson
- 2008 Wallace Stegner and the American West, by Philip L. Fradkin